# 鞍手站
鞍手站（日语：／ Kurate eki */?）是位於福岡縣鞍手郡鞍手町，屬於九州旅客鐵道（JR九州）的筑豐本線（福北豐線）車站。車站編號為JC22。此站相關設施由鞍手町擁有，並由JR九州管理和營運此站。本站在在常設車站中是自國鐵分割民營化後首個新設的車站。

## 歷史
隨著室木線廢止，當時鞍手町雖一的鞍手站（第一代）也廢止，使該町內再沒有鐵路車站。因此該町請願，希望在筑豐本線上建設新站，結果在室木線廢止的2年後，於1987年開設此站（直至現時為鞍手町唯一鐵路車站）。
- 1987年（昭和62年）
  - 2月2日 - 開始建設車站[5]。
  - 7月1日 - 車站啟用，為無人車站[2]。
- 2004年（平成16年）7月1日 - 成為業務委託車站。
- 2009年（平成21年）3月1日 - 此站可以使用IC卡「SUGOCA」[6]。
- 2011年（平成23年）10月1日 - 在此站出發的巴士路線（鞍手町社區巴士）增加班次。不經此站的西鐵巴士路線改經此站，以便改善鞍手町內的公共交通空白地帶[7]。
- 2017年（平成29年）3月4日 - 若松站至新入站之間（折尾站除外）10座站一同引入車站遠端資訊系統（Smart Support Station）（日语：駅集中管理システム）「ANSWER」[8][9]。

## 車站構造
本站是地面車站，設有2面2線的單式月台。站房位於上行月台側。兩月台之間透過跨線橋連接。此站是無人車站，站內設有簡易自動售票機和簡易SUGOCA閘機。此站可使用但無法購買SUGOCA，只可為其增值。此站在2004年前為簡易委託車站。
在此站往中間方向設有連接筑前中山煤礦（筑前中山站）的煤礦運送引上線，在分支點上設有「小牧信號場」。

### 月台
| 月台 | 路線     | 上下行 | 方向             |
| ---- | -------- | ------ | ---------------- |
| 1    | 福北豐線 | 上行   | 折尾、若松方向   |
| 2    | 福北豐線 | 下行   | 直方、新飯塚方向 |

## 停車列車
在2001年10月6日，包括此站在內的區間電氣化。筑豐本線的運輸系統分為「福北豐線」、「若松線」、「原田線」3段。使從博多站或小倉站（部分列車從門司港站或下關站出發）乘坐直達列車前往此站（但是，主要在早上和黃昏的列車只會前往折尾或直方）。從前前往原田方向的直通班次廢止，而要在桂川站轉乘另一架列車。而若松方向方面，除了早上部分直通班次外，需要在折尾站轉乘另一架列車。在2017年3月4日時間表修正後，隨著BEC819系電聯車投入服務，大部分列車均直通運輸至若松線內。

## 使用狀況
在2018年度的1日平均乘車人次為731人。
| 年度               | 1日平均 上落車人次 | 1日平均 乘車人次 |
| ------------------ | ------------------ | ---------------- |
| 2009年（平成21年） | 1,582              |                  |
|                    |                    |                  |
| 2016年（平成28年） |                    | 740              |
| 2017年（平成29年） |                    | 726              |
| 2018年（平成30年） |                    | 731              |

## 車站周邊
車站位於鞍手町東邊位置，距離該中心2公里處。在車站前設有數間民居和比較冷清。為了疏導遠賀川現有橋樑（遠賀橋和中島橋）的交通，於此站東邊建設了「北九鞍手夢大橋」，並在2015年春天落成啟用。該橋連接鞍手町小牧地區和北九州市八幡西區楠橋地區，使八幡西區方向的人士可以使用此站。
- 鞍手町公所
- 鞍手町立劍北小學
- 鞍手町立劍南小學
- 鞍手町立西川小學
- 鞍手町立鞍手中學
- Trial鞍手店
- Sun Green鞍手
- 直方警署（日语：直方警察署）中山派出所
- 直方警署新北駐在所
- 米利（日语：コメリ）鞍手店
- 超級川食鞍手店
- NAFCO（日语：ナフコ (ホームセンター)）鞍手店
- 鞍手町健康保養設施「倉手之鄉」
- 鞍手St Leger高爾夫球場
- 種善寺
- 福岡縣道27號直方蘆屋線（日语：福岡県道27号直方芦屋線）
- 福岡縣道29號直方宗像線（日语：福岡県道29号直方宗像線）
- 福岡縣道55號宮田遠賀線（日语：福岡県道55号宮田遠賀線）
- 福岡縣道98號中間宮田線（日语：福岡県道98号中間宮田線）
- 福岡縣道293號新延中間線（日语：福岡県道293号新延中間線）
- 福岡縣道468號新延植木線（日语：福岡県道468号新延植木線）
- 福岡縣道472號直方鞍手線（日语：福岡県道472号直方鞍手線）
- 鞍手町綜合文化體育設施（歷史民俗博物館、煤炭資料展示場、綜合體育館、町立武道館、町立棒球場）
- 九州自動車道鞍手交匯處（日语：鞍手インターチェンジ）

## 巴士路線
- 鞍手町社區巴士「鞍手站前」巴士站
  - 「微笑巴士」設有（經「倉手之鄉」前往宮田）「宮若線」、（前往「倉手之鄉」）「中間線」、「循環線」（古門路線、永谷路線）。在、「鞍手車廠」、「倉手醫院前」3座巴士站上設有西鐵巴士筑豐（日语：西鉄バス筑豊）巴士路線[7]。

## 相鄰車站
九州旅客鐵道（JR九州）
 福北豐線（筑豐本線）
■快速（只有下行班次）、■普通
筑前垣生（JC23）－鞍手（JC22）－筑前植木（JC21）

## 注腳
1. 1 2 3 4  . 週刊JR全駅・全車両基地 (朝日新聞出版). 2012-09-23, (07): 21 （日语）.
2. 1 2 3 4 5  . 鐵道雜誌 (鐵道雜誌社). 1987-09, 21 (11): 127 （日语）.
3. ↑  鞍手駅関連施設設置及び管理運営に関する条例（日語）
4. ↑  公の施設の指定管理者 （页面存档备份，存于）（日語）
5. ↑  . 鐵道雜誌 (鐵道雜誌社). 1987-05, 21 (6): 104 （日语）.
6. ↑  . 交通新聞 (交通新聞社). 2009-03-03: 1.
7. 1 2   (pdf). 広報くらて (鞍手町). 2011年9月: 2–3  [2015-08-09]. （原始内容存档 (PDF)于2016-03-04） （日语）.
8. ↑   (PDF) (新闻稿). 九州旅客鉄道. 2017-02-03  [2020-02-07]. （原始内容 (PDF)存档于2018-09-28） （日语）.
9. ↑  . 交通新聞 (交通新聞社). 2017-02-08: 1.
10. ↑  SUGOCA 利用可能エリア （页面存档备份，存于）（日語） 九州旅客鐵道，截至平成28年3月26日（2016年10月5日參閲）。
11. 1 2   (PDF). 九州旅客鉄道.   [2019-08-05]. （原始内容存档 (PDF)于2019-12-06） （日语）.
12. ↑  第4次鞍手町総合計画・後期基本計画 第1章
13. ↑   (PDF). 九州旅客鉄道.   [2019-06-08]. （原始内容 (PDF)存档于2018-07-17） （日语）.

## 外部連結
- 鞍手（車站資訊） - 九州旅客鐵道（日語）